# Perry Mason: Campioni senza valore
Perry Mason: Campioni senza valore (Perry Mason: The Case of the All-Star Assassin) è un film per la televisione del 1989, diretto dal regista Christian I. Nyby II.

## Trama
Thatcher Horton è il proprietario dello stadio di Denver e di una serie di squadre e procuratore di campioni sportivi, in pratica il padrone locale dello sport ed essendo prepotente e dispotico non è amato da molte persone. Bobby Spencer, campione di baseball, a seguito di un infortunio si trova con la carriera finita e Horton non mantiene la promessa di un successivo lavoro, lasciando Bobby sul lastrico. Compagno di college di Ken Malansky, si rivolge al suo amico per cercare di costringere Thatcher a mantenere la parola data. L'incontro finisce con uno scoppio di ira da parte dell'ex giocatore. Più tardi Horton torna a casa e mentre la moglie telefona per avvisare l'amante dell'arrivo del marito, questi al piano di sotto viene ucciso da un killer appostato in giardino. Subito viene incriminato Spencer e Ken chiede aiuto a Perry Mason per cercare di provare l'innocenza del suo amico. Con l'aiuto di Amy Hastings e l'efficiente assistenza di Della Street si scopriranno i segreti e le bugie che porteranno Perry Mason a scoprire il colpevole in tribunale.
La svolta del caso arriva quando Perry capisce che l'amante della vedova è il figliastro Stewart Horton, che il defunto marito ha avuto dal primo matrimonio. A quel punto Mason si rende conto che Thatcher Horton non era la vittima designata, ma un errore del killer. Interrogando Stewart sul banco dei testomoni, Mason gli fa confessare che ha truccato molte partite con la complicità di alcuni giocatori. E proprio uno di questi, Temple Brown, stanco di questa abitudine, ha assoldato il killer e in seguito lo ha eliminato quando l'uomo è diventato pericoloso.